# Sala Palatului
La Sala Palatului se localiza en Bucarest, la capital del país europeo de Rumania, se trata de un centro de conferencias y sala de conciertos inmediatamente detrás del Museo Nacional de Arte de Rumania, el antiguo palacio real en el corazón de la ciudad. Fue construido entre 1959 y 1960, durante la era comunista. Ha sido escenario de conferencias como la Comisión Económica para Europa, el Congreso Mundial de la Población, el Congreso Mundial de la Energía, y el Congreso Mundial de la Cruz Roja. La sala principal tiene capacidad para 4.060 espectadores.